# 24-Stunden-Rennen von Le Mans 1982

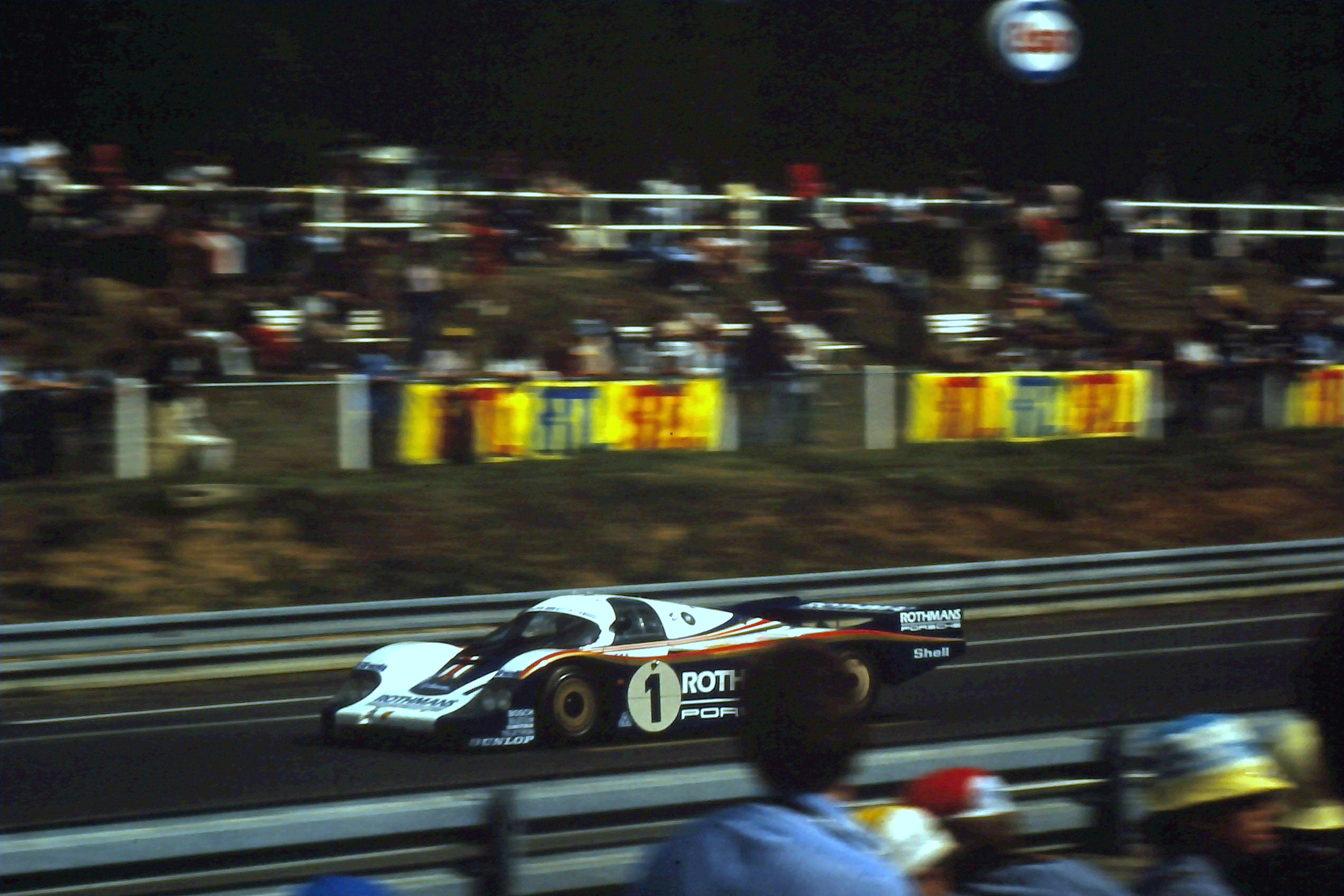
Porsche 956 (Startnummer 1), Siegerwagen von Jacky Ickx und Derek Bell

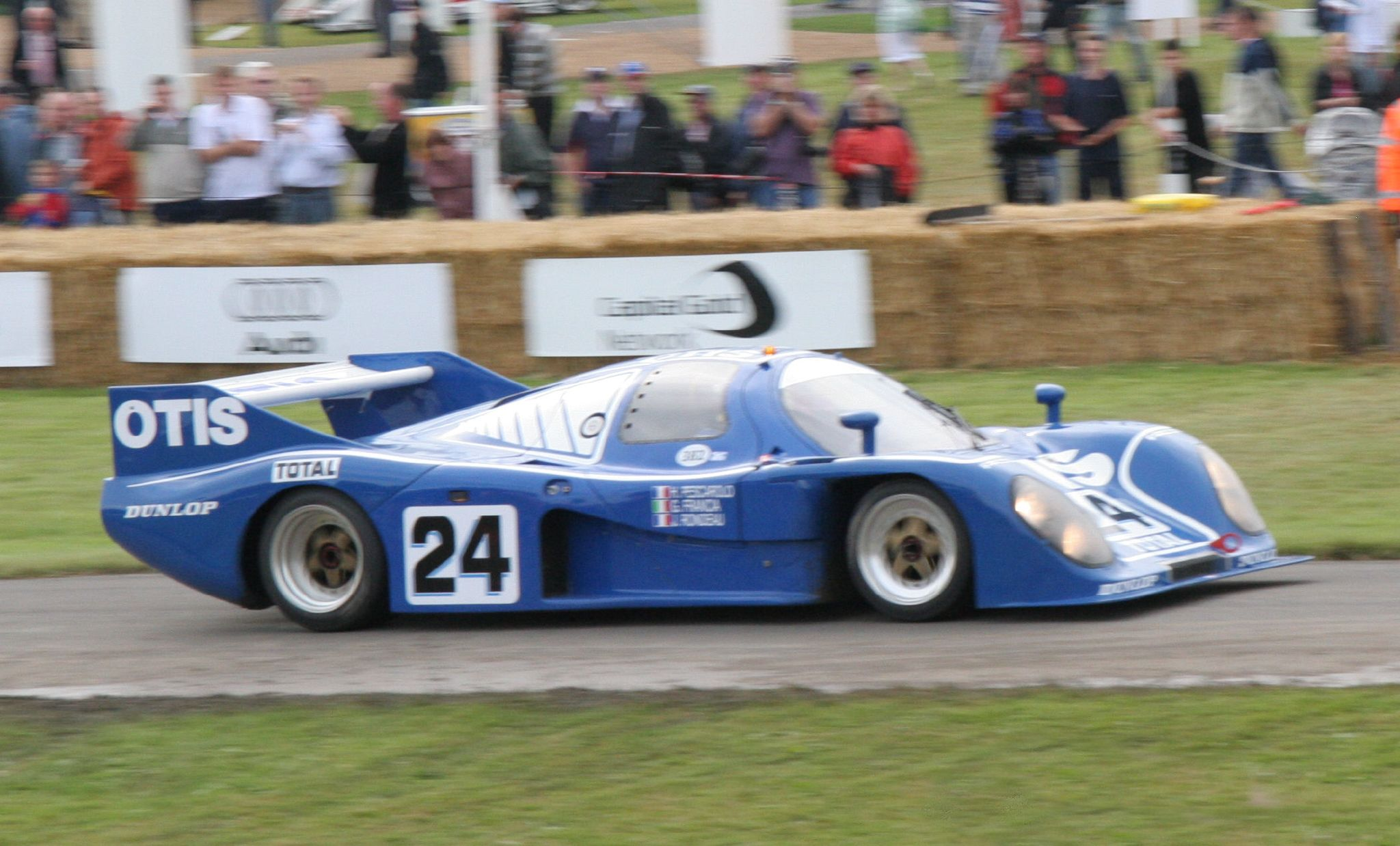
Der Rondeau M382 mit der Startnummer 24, gefahren von Jean-Pierre Jaussaud und Henri Pescarolo, Der Wagen fiel nach 111 gefahrenen Runden mit einem Motorschaden aus

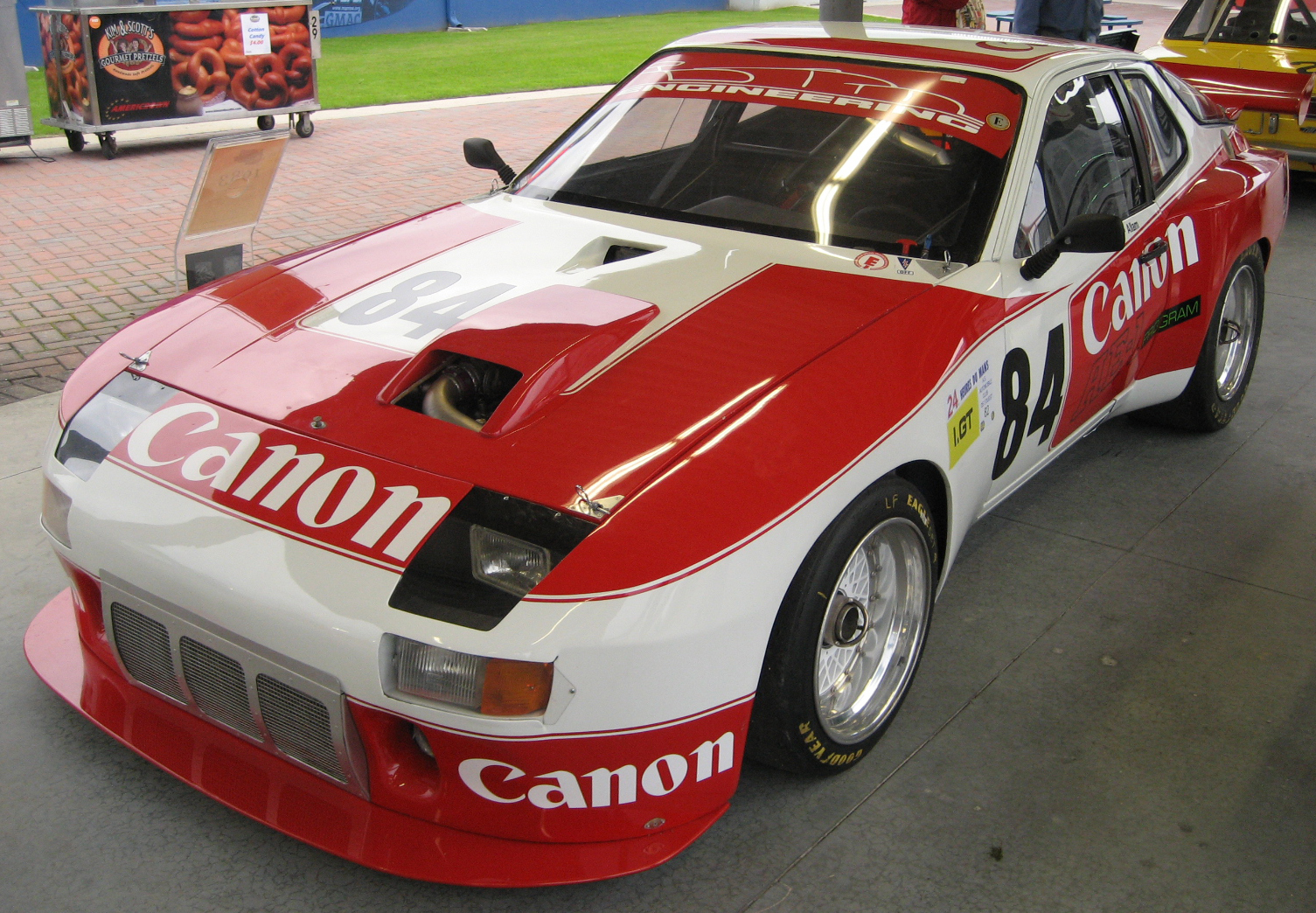
Der Porsche 924 Carrera GTR mit der Startnummer 84; gefahren von Andy Rousse und Richard Lloyd fiel der Wagen nach 77 Runden durch Getriebeschaden aus

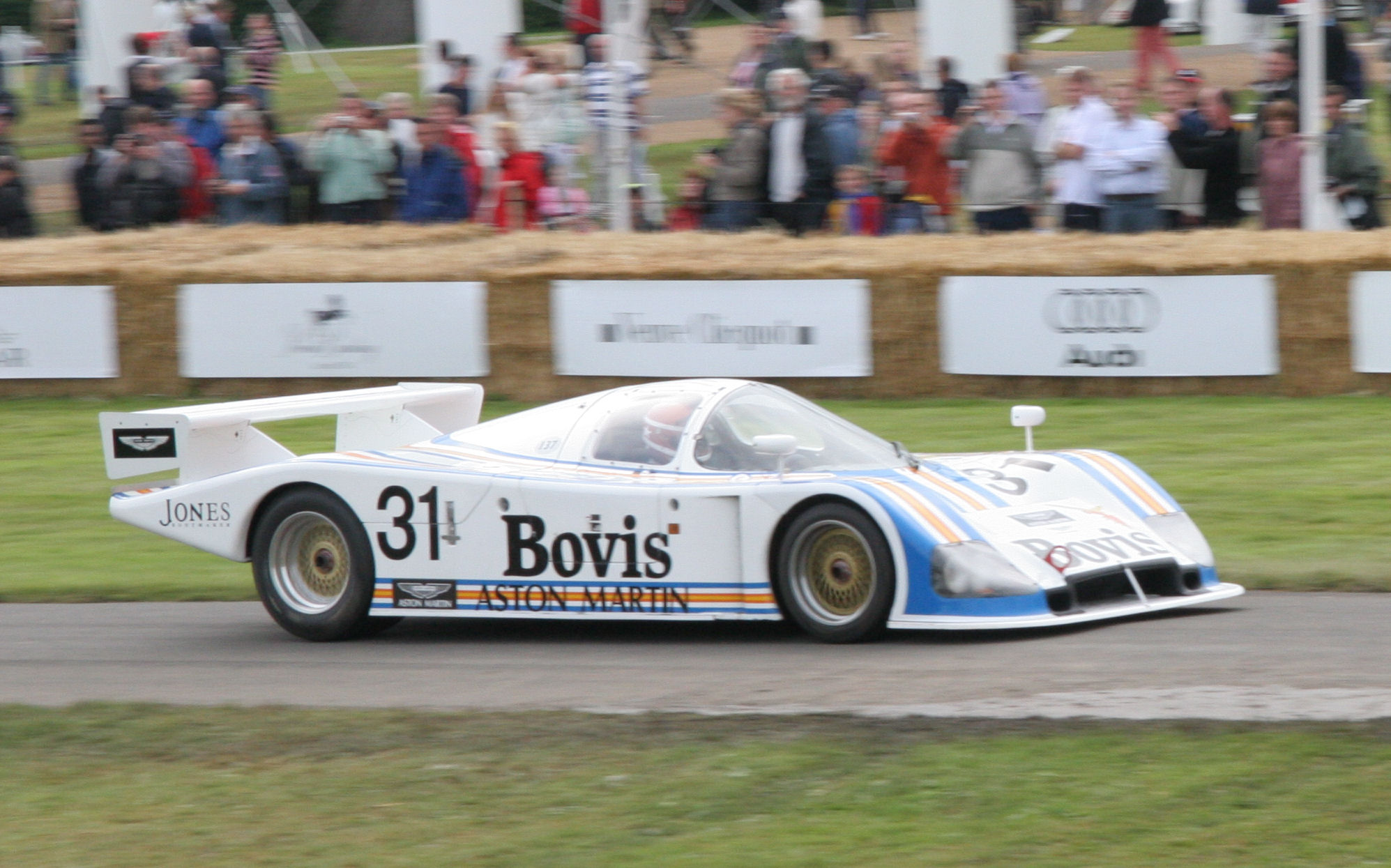
Ein Nimrod NRA/C2 mit 5,3-Liter-Aston-Martin-Motor; Tiff Needell, Bob Evans und Geoff Lees kamen nach einem Motorschaden am Wagen mit der Nummer 31 nicht ins Ziel

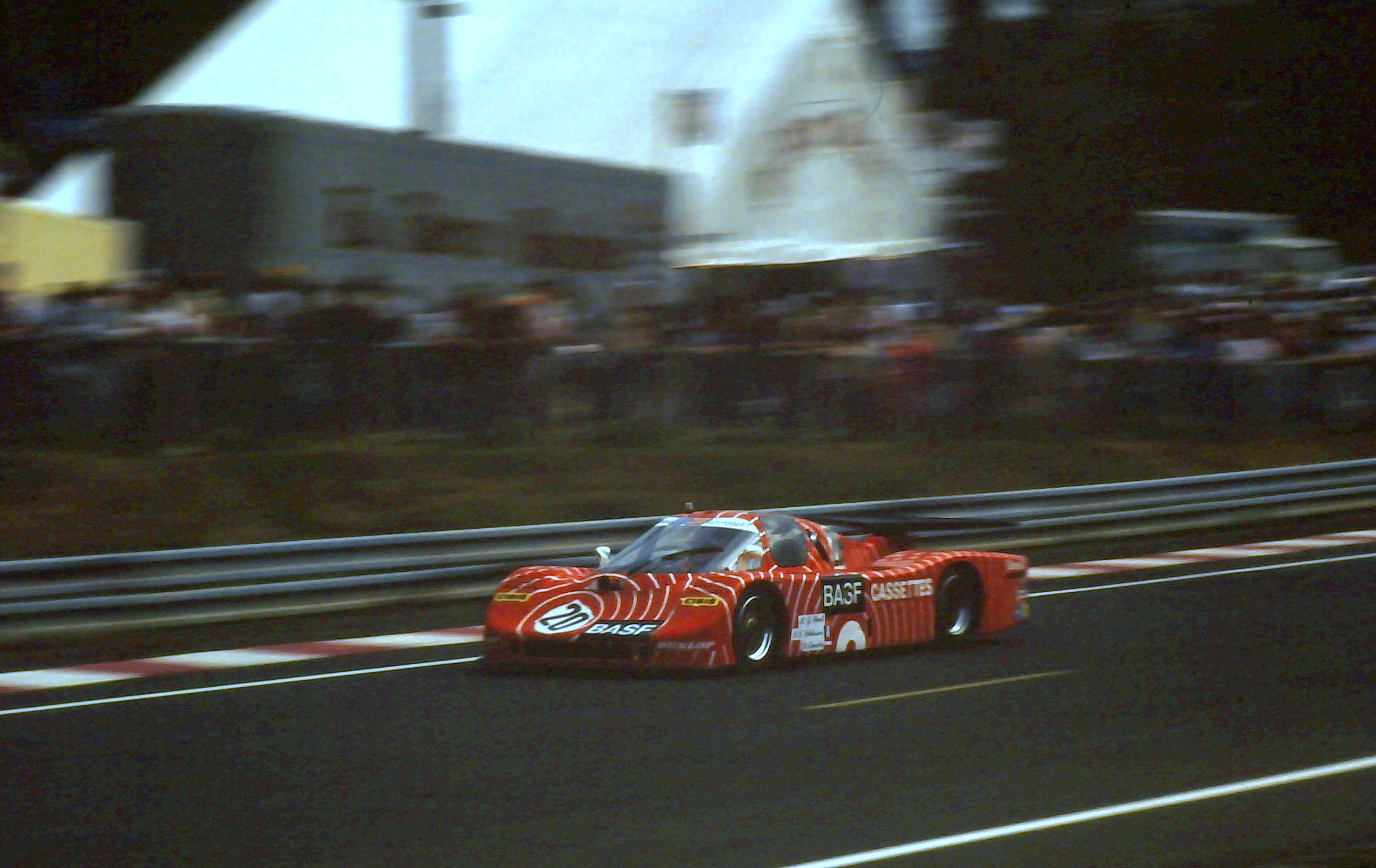
Der Sauber SHS C6 von Hans-Joachim Stuck, Jean-Louis Schlesser und Dieter Quester nach dem Dunlop-Bogen

Das 50. 24-Stunden-Rennen von Le Mans, der 50e Grand Prix d’Endurance les 24 Heures du Mans, auch 24 Heures du Mans, Circuit de la Sarthe, Le Mans, fand vom 19. bis 20. Juni 1982 auf dem Circuit des 24 Heures statt.

## Das Rennen

### Neues Reglement
Wieder einmal änderte der Automobile Club de l’Ouest das Reglement des 24-Stunden-Rennens. Ziel war es die hohe Durchschnittsgeschwindigkeit weiter zu senken, ohne in die Technik der Fahrzeuge massiv einzugreifen. 1981 siegte der Werks-Porsche 936, gefahren von Jacky Ickx und Derek Bell, mit einem Schnitt über 200 km/h. Die Kapazitäten der Fahrzeugtanks wurden auf maximal 100 Liter limitiert und die Höchstanzahl an Tankstopps mit 25 festgelegt.

### Rennklassen
Das Rennen war offen für Fahrzeuge der Gruppe C und der neuen Gruppe B. Allerdings war in dieser Rennklasse nur ein Rennwagen gemeldet, ein Porsche 930 der Gadal-Brüder aus Frankreich, die das Fahrzeug nicht qualifizieren konnten. 1982 war ein Übergangsjahr, sodass auch nach wie vor Rennwagen der Gruppen 4, 5 und 6 startberechtigt waren. Dazu kamen die US-amerikanischen Rennklassen IMSA-GT und IMSA-GTX.

### Die Teams
28 der 55 zum Start zugelassenen Wagen waren Gruppe-C-Prototypen. Porsche brachte drei völlig neu konzipierte Prototypen nach Le Mans. Durch Änderungen am Reglement war schon 1981 klar gewesen, dass die offenen Porsche 936 1982 in der Sportwagen-Weltmeisterschaft nicht mehr zum Einsatz kommen konnten. Bei Porsche wurde mit dem 956 ein völlig neues Rennwagenkonzept verwirklicht. Da die bisher verwendeten Rohrrahmen nicht mehr zeitgemäß waren konstruierte man erstmals ein Alu-Fahrgestell in Schalenbauweise. Der Motor wurde vom Porsche-Interscope-Triebwerk abgeleitet und leistete 445 kW (620 PS). Gefahren wurden die drei Boliden von den Mannschaften Jacky Ickx/Derek Bell, Jochen Mass/Vern Schuppan und Hurley Haywood/Al Holbert. Ein Porsche 936 wurde von Reinhold Joest so umgebaut, dass er dem Gruppe-C-Reglement entsprach. Gefahren wurde dieser Wagen von Bob Wollek und den belgischen Martin-Brüdern.
Ford kam erstmals seit den 1960er-Jahren wieder Werkseitig nach Le Mans. Aufgebaut wurden die beiden C100 bei Zakspeed in Niederzissen. Gemeldet von Ford Deutschland fuhren Manfred Winkelhock, Klaus Niedzwiedz, Klaus Ludwig und Marc Surer die beiden Boliden. Aus Frankreich waren sechs Rondeau am Start, drei davon Werkswagen von Jean Rondeau selbst. Die Werksmannschaft setzte die M382 ein und alle Rondeaus hatten Cosworth-V8-Motoren als Triebwerke. Nach einigen Jahren der Abwesenheit kam auch Gand Touring Cars wieder nach Le Mans. Den neu konzipierten Mirage M12 fuhren Mario Andretti und dessen Sohn Mike. Bereits für die Gruppe C gebaut waren die WM P82 von Welter Racing, während der Werks-Lancia LC1 von Piercarlo Ghinzani, Riccardo Patrese und Hans Heyer noch der Gruppe 6 entsprach.
Das Fahrzeug mit dem stärksten Motor war der Chevrolet Camaro von Billy Hagan und Gene Felton mit einem 5,7-Liter-Chevrolet-Aggregat. Der Werks-Mazda RX-7 hatte einen 1.3-Liter-Wankelmotor.

### Der Mirage-Skandal
Mario und Mike Andretti qualifizierten den Mirage M12 an der neunten Stelle, dennoch konnte das Team nicht am Rennen teilnehmen. 20 Minuten vor dem Start, der Mirage stand längst an seinem Startplatz, eröffneten technische Delegierte des ACO einer völlig verblüfften Teamführung, dass der Wagen illegal sein und nicht starten könne. Was bei allen technischen Abnahmen nicht beanstandet wurde, war plötzlich ein Problem. Der Getriebeölkühler war hinter dem Getriebe angebracht. Die Offiziellen bestanden plötzlich darauf, dass dieser sich über dem Getriebe zu befinden habe. Was folgte, war eine Farce und ging als eine der unrühmlichsten Aktionen des ACO in die Geschichte dieses Rennen ein. Die Techniker von Grand Touring Cars waren nämlich kurzfristig in der Lage den Umbau vorzunehmen. Während die Mechaniker an der Boxen arbeiteten disqualifizierte der ACO den Wagen jedoch und ließ die erste Reserve nachrücken. Als das Rennen gestartet wurde, stand der Mirage vollkommen regelkonform in der Box und durfte nicht starten. Teamchef Harley Cluxton ließ den Wagen daraufhin vor den Bereich den Rennleitung schieben und dort über Stunden in der Boxengasse stehen. Sein Protest wurde abgewiesen. Es war der letzte Auftritt eines Mirage-Rennwagens in Le Mans.

## Der Rennverlauf
Vom Start weg dominierten die drei Werks-Porsche das Rennen. Nur die Rondeaus und die Ford C100 konnten in der Anfangsphase mithalten, der Gesamtsieg von Porsche war über die 24 Stunden jedoch nie in Gefahr und das Rennen endete mit einem Dreifachsieg der Werksmannschaft. Ungemach gab es nur bei den Fahrern. In den frühen Abendstunden verlor Hurley Haywood die Fahrertür, als er bei vollem Tempo kontrollierte ob diese auch geschlossen sei. Dabei sprang die Tür auf und wurde vom Fahrtwind weggerissen. Zu diesem Zeitpunkt lag der Wagen mit der Nummer 3 an der Spitze, fiel nach einer längeren Reparatur aber auf den siebten Rang zurück. In der Nacht erlitt Haywood dann einen Kreislaufkollaps und wurde von den Porsche-Ärzten aus dem Rennen genommen. Für ihn kam Ersatzfahrer Jürgen Barth ins Auto.

## Ergebnisse

### Piloten nach Nationen
| 42 Franzosen | 37 Briten    | 35 US-Amerikaner  | 12 Deutsche    | 11 Belgier   |
| 6 Italiener  | 3 Australier | 3 Schweizer       | 2 Iren         | 2 Japaner    |
| 2 Mexikaner  | 1 Chilene    | 1 Liechtensteiner | 1 Österreicher | 1 Marokkaner |
| 1 Panamaer   | 1 Schwede    | 1 Spanier         | 1 Südafrikaner |              |

### Schlussklassement
| Pos.               | Klasse   | Nr. | Team                               | Fahrer                                                 | Chassis                  | Motor                                | Reifen | Runden |
| ------------------ | -------- | --- | ---------------------------------- | ------------------------------------------------------ | ------------------------ | ------------------------------------ | ------ | ------ |
| 1                  | C        | 1   | Rothmans Porsche System            | Jacky Ickx Derek Bell                                  | Porsche 956              | Porsche Type-935 2.6L Turbo Flat-6   | D      | 359    |
| 2                  | C        | 2   | Rothmans Porsche System            | Jochen Mass Vern Schuppan                              | Porsche 956              | Porsche Type-935 2.6L Turbo Flat-6   | D      | 356    |
| 3                  | C        | 3   | Rothmans Porsche System            | Hurley Haywood Al Holbert Jürgen Barth                 | Porsche 956              | Porsche Type-935 2.6L Turbo Flat-6   | D      | 340    |
| 4                  | IMSA GTX | 79  | John Fitzpatrick Racing            | John Fitzpatrick David Hobbs                           | Porsche 935/78 Moby Dick | Porsche Type-935 2.7L Turbo Flat-6   | G      | 329    |
| 5                  | IMSA GTX | 78  | Cooke Racing BP                    | Dany Snobeck François Sérvanin René Metge              | Porsche 935 K3           | Porsche Type-935 2.8L Turbo Flat-6   | G      | 325    |
| 6                  | IMSA GTX | 70  | Prancing Horse Farm Racing         | Pierre Dieudonné Carson Baird Jean-Paul Libert         | Ferrari 512 BB LM        | Ferrari 4.9L Flat-12                 | M      | 322    |
| 7                  | C        | 32  | Viscount Downe Pace Petroleum      | Ray Mallock Simon Phillips Mike Salmon                 | Nimrod NRA/C2            | Aston Martin-Tickford DP1229 5.3L V8 | A      | 317    |
| 8                  | Gr.5     | 60  | Charles Ivey Racing                | John Cooper Paul Smith Claude Bourgoignie              | Porsche 935 K3           | Porsche Type-935 3.1L Turbo Flat-6   | D      | 316    |
| 9                  | IMSA GTX | 72  | North American Racing Team         | Alain Cudini John Morton John Paul senior              | Ferrari 512 BB LM        | Ferrari 4.9L Flat-12                 | D      | 306    |
| 10                 | C        | 25  | Primagaz                           | Pierre Yver Bruno Sotty Lucien Guitteny                | Rondeau M379             | Cosworth DFV 3.0L V8                 | A      | 306    |
| 11                 | IMSA GTX | 77  | Garretson Developments             | Anne-Charlotte Verney Bob Garretson Ray Ratcliff       | Porsche 935 K3           | Porsche Type-935 2.8L Turbo Flat-6   | G      | 299    |
| 12                 | Gr.5     | 66  | Jean-Marie Lemerle                 | Jean-Marie Lemerle Max Cohen-Olivar Joe Castellano     | Lancia Beta Monte Carlo  | Lancia 1.4L Turbo I4                 | D      | 295    |
| 13                 | Gr.4     | 90  | Richard Cleare Racing              | Richard Cleare Tony Dron Richard Jones                 | Porsche 934              | Porsche 3.3L Turbo Flat-6            | D      | 293    |
| 14                 | IMSA GTX | 82  | Mazdaspeed Co. Ltd.                | Yōjirō Terada Takashi Yorino Allan Moffat              | Mazda RX-7               | Mazda 13B 1.3L 2-Wankel              | D      | 282    |
| 15                 | C        | 38  | Bussi Team                         | Christian Bussi Pascal Witmeur Bernard de Dryver       | Rondeau M382             | Cosworth DFL 3.3L V8                 | D      | 279    |
| 16                 | IMSA GTO | 87  | Goodrich Corporation               | Jim Busby Doc Bundy Marcel Mignot                      | Porsche 924 Carrera GTR  | Porsche 2.0L Turbo I4                | BF     | 273    |
| 17                 | IMSA GTO | 81  | Stratagraph Inc.                   | Billy Hagan Gene Felton                                | Chevrolet Camaro         | Chevrolet 5.7L V8                    | G      | 269    |
| 18                 | Gr.5     | 61  | Total                              | Roland Ennequin Michel Gabriel Franco Gasparetti       | BMW M1                   | BMW M88 3.5L I6                      |        | 259    |
| Nicht klassiert    |          |     |                                    |                                                        |                          |                                      |        |        |
| 19                 | IMSA GTO | 80  | Stratagraph Inc.                   | Dick Brooks Hershel McGriff                            | Chevrolet Camaro         | Chevrolet 5.7L V8                    | G      | 141    |
| Ausgefallen        |          |     |                                    |                                                        |                          |                                      |        |        |
| 20                 | C        | 4   | Belga Team Joest Racing            | Bob Wollek Jean-Michel Martin Philippe Martin          | Porsche 936C             | Porsche Type-935 2.5L Turbo Flat-6   | D      | 320    |
| 21                 | IMSA GTX | 62  | EMKA Racing Productions            | Steve O’Rourke Richard Down Nick Mason                 | BMW M1                   | BMW M88 3.5L I6                      | D      | 266    |
| 22                 | Gr.5     | 65  | Thierry Perrier                    | Thierry Perrier Bernard Salam Gianni Giudici           | Lancia Beta Monte Carlo  | Lancia 1.4L Turbo I4                 | D      | 219    |
| 23                 | IMSA GTX | 83  | Mazdaspeed Co. Ltd.                | Tom Walkinshaw Chuck Nicholson Peter Lovett            | Mazda RX-7               | Mazda 13B 1.3L 2-Wankel              | D      | 180    |
| 24                 | Gr.6     | 50  | Martini Racing                     | Riccardo Patrese Hans Heyer Piercarlo Ghinzani         | Lancia LC1               | Lancia 1.4L Turbo I4                 | P      | 152    |
| 25                 | C        | 11  | Malardeau Automobiles Jean Rondeau | François Migault Gordon Spice Xavier Lapeyre           | Rondeau M382             | Cosworth DFL 4.0L V8                 | D      | 150    |
| 26                 | C        | 26  | Jacky Haran                        | Vivian Candy Jacky Haran Hervé Poulain                 | Rondeau M379             | Cosworth DFV 3.0L V8                 | A      | 149    |
| 27                 | C        | 12  | Otis Automobiles Jean Rondeau      | Henri Pescarolo Jean Ragnotti Jean Rondeau             | Rondeau M382             | Cosworth DFL 4.0L V8                 | D      | 146    |
| 28                 | Gr.5     | 75  | Claude Haldi                       | Claude Haldi Rodrigo Terran François Hesnault          | Porsche 935 K3           | Porsche Type-935 2.8L Turbo Flat-6   | D      | 141    |
| 29                 | IMSA GTO | 86  | Goodrich Corporation               | Pat Bedard Paul Miller Manfred Schurti                 | Porsche 924 Carrera GTR  | Porsche 2.0L Turbo I4                | BF     | 128    |
| 30                 | C        | 9   | WM Esso                            | Jean-Daniel Raulet Didier Theys Michel Pignard         | WM P82                   | Peugeot PRV 2.8L Turbo V6            | M      | 127    |
| 31                 | C        | 10  | WM Esso                            | Roger Dorchy Alain Couderc Guy Fréquelin               | WM P82                   | Peugeot PRV 2.8L Turbo V6            | M      | 112    |
| 32                 | C        | 24  | Otis – Automobiles Jean Rondeau    | Jean-Pierre Jaussaud Henri Pescarolo                   | Rondeau M382             | Cosworth DFL 4.0L V8                 | D      | 111    |
| 33                 | IMSA GTO | 85  | Tony Garcia                        | Tony Garcia Fred Stiff Albert Naon                     | BMW M1                   | BMW M88 3.5L I6                      | G      | 104    |
| 34                 | Gr.6     | 51  | Martini Racing                     | Michele Alboreto Teo Fabi Rolf Stommelen               | Lancia LC1               | Lancia 1.4L Turbo I4                 | P      | 92     |
| 35                 | C        | 36  | Dome Co. Ltd.                      | Chris Craft Eliseo Salazar                             | Dome RC82                | Cosworth DFL 3.3L V8                 | D      | 85     |
| 36                 | C        | 35  | Courage Compétition                | Yves Courage Jean-Philippe Grand Michel Dubois         | Cougar C01               | Cosworth DFL 3.3L V8                 |        | 78     |
| 37                 | C        | 14  | March Racing                       | Eje Elgh Jeff Wood Patrick Nève                        | March 82G                | Chevrolet 5.8L V8                    | G      | 78     |
| 38                 | IMSA GTO | 84  | Canon GTi Engineering              | Richard Lloyd Andy Rouse                               | Porsche 924 Carrera GTR  | Porsche 2.0L Turbo I4                |        | 77     |
| 39                 | C        | 20  | Cassetten Team GS Sport            | Hans Joachim Stuck Jean-Louis Schlesser Dieter Quester | Sauber SHS C6            | Cosworth DFL 4.0L V8                 | D      | 76     |
| 40                 | C        | 16  | Ultramar Team Lola Racing Cars     | Guy Edwards Nick Faure Rupert Keegan                   | Lola T610                | Cosworth DFL 4.0L V8                 | A      | 72     |
| 41                 | C        | 7   | Ford-Werke AG                      | Manfred Winkelhock Klaus Niedzwiedz                    | Ford C100                | Cosworth DFL 4.0L V8                 | G      | 71     |
| 42                 | C        | 6   | Ford-Werke AG                      | Klaus Ludwig Marc Surer Manfred Winkelhock             | Ford C100                | Cosworth DFL 4.0L V8                 | G      | 67     |
| 43                 | Gr.6     | 55  | Chevron Racing Cars                | Martin Birrane John Sheldon Neil Crang                 | Chevron B36              | Cosworth BDX 2.0L I4                 | A      | 57     |
| 44                 | IMSA GTX | 71  | Charles Pozzi Ferrari France       | Jean-Claude Andruet Claude Ballot-Léna                 | Ferrari 512 BB LM        | Ferrari 4.9L Flat-12                 | M      | 57     |
| 45                 | C        | 39  | Dorset Racing Associates           | Mike Wilds François Duret Ian Harrower                 | De Cadenet-Lola LM       | Cosworth DFV 3.0L V8                 |        | 56     |
| 46                 | C        | 19  | BASF Cassetten Team GS Sport       | Walter Brun Siegfried Müller Jr.                       | Sauber SHS C6            | Cosworth DFL 4.0L V8                 | D      | 55     |
| 47                 | C        | 31  | Nimrod Racing Automobiles Ltd.     | Tiff Needell Bob Evans Geoff Lees                      | Nimrod NRA/C2            | Aston Martin-Tickford DP1229 5.3L V8 | A      | 55     |
| 48                 | C        | 30  | Michel Lateste                     | Hubert Striebig Michel Lateste Jacques Heuclin         | URD C81                  | BMW M88 3.5L I6                      | D      | 45     |
| 49                 | IMSA GTX | 73  | North American Racing Team         | Preston Henn Randy Lanier Denis Morin                  | Ferrari 512 BB LM        | Ferrari 4.9L Flat-12                 | M      | 43     |
| 50                 | Gr.5     | 64  | Edgar Dören                        | Edgar Dören Billy Sprowls Andres Contreras             | Porsche 935 K3           | Porsche Type-935 3.0L Turbo Flat-6   | D      | 39     |
| 51                 | C        | 29  | Garretson Developments             | Bobby Rahal Skeeter McKitterick Jim Trueman            | March 82G                | Chevrolet 5.8L V8                    | G      | 28     |
| 52                 | C        | 17  | Cooke Racing – Malardeau           | Brian Redman Ralph Kent-Cooke Jim Adams                | Lola T610                | Cosworth DFL 4.0L V8                 | G      | 28     |
| 53                 | C        | 5   | Porsche Kremer Racing              | Ted Field Danny Ongais Bill Whittington                | Kremer CK5               | Porsche Type-935 2.3L Turbo Flat-6   | G      | 25     |
| 54                 | IMSA GTX | 76  | Bob Akin Motor Racing              | Bob Akin Dave Cowart Kenper Miller                     | Porsche 935L             | Porsche Type-935 2.8L Turbo Flat-6   | G      | 15     |
| 55                 | C        | 37  | Grid Racing                        | Desiré Wilson Emilio de Villota Alain de Cadenet       | Grid Plaza S1            | Cosworth DFL 3.3L V8                 | D      | 7      |
| Nicht gestartet    |          |     |                                    |                                                        |                          |                                      |        |        |
| 56                 | C        | 27  | Gand Touring Cars Inc.             | Mario Andretti Michael Andretti                        | Mirage M12               | Cosworth DFL 4.0L V8                 | G      | 1      |
| 57                 | Gr. 5    | 63  | Vegla Racing Team                  | Harald Grohs Dieter Schornstein Mauricio de Narváez    | Porsche 935J             | Porsche Type-935 2.8L Turbo Flat-6   | M      | 2      |
| Nicht qualifiziert |          |     |                                    |                                                        |                          |                                      |        |        |
| 58                 | B        | 95  | Alain Gadal                        | Raymond Touroul Alain Gadal Jean-Yves Gadal            | Porsche 930              | Porsche Type-935 3.2L Turbo Flat-6L  | D      | 3      |

1 vor dem Rennen disqualifiziert
2 Unfall im Training
3 nicht qualifiziert

### Nur in der Meldeliste
Hier finden sich Teams, Fahrer und Fahrzeuge, die ursprünglich für das Rennen gemeldet waren, aber aus den unterschiedlichsten Gründen daran nicht teilnahmen.
| Pos. | Klasse   | Nr. | Team                     | Fahrer                                         | Chassis                 | Motor                              |
| ---- | -------- | --- | ------------------------ | ---------------------------------------------- | ----------------------- | ---------------------------------- |
| 59   | C        | 8   | Ford-Werke AG            |                                                | Ford C100               | Cosworth DFV 4.0L V8               |
| 60   | C        | 23  | Automobiles Jean Rondeau | François Migault Danny Sullivan                | Rondeau M482            | Cosworth DFV 4.0L V8               |
| 61   | C        | 28  | Gand Touring Cars Inc.   | John Morton Rick Mears                         | Mirage M12              | Cosworth DFV 4.0L V8               |
| 62   | C        | 30  | Michel Lateste           | Michel Lateste Marc Querou Dominique Lacaud    | March 82G               | Chevrolet 5.7L V8                  |
| 63   | C        | 52  | Martini Racing           | Riccardo Patrese Rolf Stommelen                | Lancia LC1              | Lancia 1.4L Turbo I4               |
| 64   | Gr.6     | 54  | Ecurie Renard Delmas     | Hervé Bayard Michel Dubois                     | Renard Delmas D1        | BMW 2.0L I4                        |
| 65   | Gr.6     | 56  | Jean-Marie Lemerle       | Jean-Marie Lemerle Max Cohen-Olivar            | Osella PA7              | BMW 2.0L I4                        |
| 66   | Gr.5     | 65  | ADA Engineering          | Ian Harrower William Wykeham                   | Triumph TR8             | Rover 3.6L V8                      |
| 67   | IMSA GTX | 74  | Thierry Perrier          | Thierry Perrier Bernard Salam Roger Carmillet  | Ferrari 512 BB LM       | Ferrari 4.9L Flat-12               |
| 68   | IMSA GTX | 75  | Joest Racing             | Maurizio de Narvaez Jürgen Lässig Claude Haldi | Porsche 935J            | Porsche Type-935 2.8L Turbo Flat-6 |
| 69   | C        |     | WM Secateva              | Max Mamers                                     | WM P82                  | Peugeot PRV 2.8L Turbo V6          |
| 70   | Gr.5     |     | Dominique Fornage        | Dominique Fornage Dany Snobeck                 | Porsche 935             | Porsche Type-935 2.8L Turbo Flat-6 |
| 71   | C        |     | Alain de Cadenet         | Alain de Cadenet                               | Ford C100               | Cosworth DFL 4.0L V8               |
| 72   | Gr.5     |     | Angelo Pallavicini       | Angelo Pallavicini                             | Porsche 935             | Porsche Type-935 2.8L Turbo Flat-6 |
| 73   | Gr.4     |     | Angelo Pallavicini       |                                                | Porsche 934             | Porsche 3.3L Turbo Flat-6          |
| 74   | Gr.6     |     | Hubert Striebig          | Hubert Striebig Jacques Heuclin                | TOJ SM02                | BMW 2.0L I4                        |
| 75   | Gr.6     |     | March Racing             |                                                | March 82G               | Chevrolet 5.7L V8                  |
| 76   | B        |     | Raymond Touroul          | Raymond Touroul Bernard Chenevière             | Porsche 930             |                                    |
| 77   | C        |     | Pumpelly-Scott           | Tom Pumpelly Chip Mead                         | Rondeau                 |                                    |
| 78   | Gr.5     |     | Scuderia Vesuvio         |                                                | Lancia Beta Monte Carlo | Lancia 1.4L Turbo I4               |

### Klassensieger
| Klasse   | Fahrer                  | Fahrer      | Fahrer             | Fahrzeug                 | Platzierung im Gesamtklassement |
| -------- | ----------------------- | ----------- | ------------------ | ------------------------ | ------------------------------- |
| Gruppe C | Jacky Ickx              | Derek Bell  |                    | Porsche 956              | Gesamtsieg                      |
| IMSA GTX | John Fitzpatrick        | David Hobbs |                    | Porsche 935/78 Moby Dick | Rang 4                          |
| Gruppe 5 | John Cooper             | Paul Smith  | Claude Bourgoignie | Porsche 935K3            | Rang 8                          |
| Gruppe 4 | Richard Cleare          | Tony Dron   | Richard Jones      | Porsche 934              | Rang 13                         |
| IMSA GTO | Jim Busby               | Doc Bundy   | Marcel Mignot      | Porsche 924 Carrera GTR  | Rang 16                         |
| GTP      | kein Teilnehmer im Ziel |             |                    |                          |                                 |

### Renndaten
- Gemeldet: 78
- Gestartet: 53
- Gewertet: 18
- Rennklassen: 6
- Zuschauer: 250.000
- Ehrenstarter des Rennens: Luigi Chinetti, Eigentümer des North American Racing Team und dreifacher Le-Mans-Sieger
- Wetter am Rennwochenende: warm und trocken
- Streckenlänge: 13,626 km
- Fahrzeit des Siegerteams: 24:00:00,000 Stunden
- Gesamtrunden des Siegerteams: 359
- Distanz des Siegerteams: 4899,086 km
- Siegerschnitt: 204,128 km/h
- Pole Position: Jacky Ickx – Porsche 956 (#1) – 3:28,400 = 235,381 km/h
- Schnellste Rennrunde: Jean Ragnotti – Rondeau M382 (#12) – 3:36,900 = 226,157 km/h
- Rennserie: 4. Lauf zur Sportwagen-Weltmeisterschaft 1982